# 陶大年
陶大年（1513年—1579年），字長卿，號新岑，浙江紹興府會稽縣人，明朝政治人物。

## 生平
嘉靖十九年（1540年）庚子科浙江鄉試第七十四名。嘉靖二十年（1541年）聯捷辛丑科二甲八十三名進士。逾年始授南京兵部主事，久之迁車驾司郎中，出为吉安府知府，迁山东巡海道副使，三十五年六月调福建巡海道，三十六年九月因倭寇入寇福宁州，守土诸臣不能防遏，海道副使陶大年降一级。改任四川参议，分守川南道，升广西副使，以剿潮寇张琏功，晋江西右参政，丁母沈恭人憂歸。四十二年（1563年）十二月以考察落職。家居十六年，卒。

## 著作
所著有《读史日抄》、《竹屏偶录》等。

## 家族
曾祖陶慥，號實斋，以子陶諧貴贈通議大夫兵部左侍郎兼都察院兼左僉都御史；祖父陶講，號葛峰，金溪縣主簿；父陶師齊，號百湖，典膳，封吉安府知府。母沈氏。重庆下。弟大化（监生）、大全。子陶允光，嘉靖四十三年甲子科舉人，官南京刑部山东清吏司郎中。